# Marie-Claire Solleville
Marie-Claire Solleville (Parigi, 6 ottobre 1927 – Parigi, 24 aprile 1991) è stata una sceneggiatrice e traduttrice francese.

## Biografia
Di padre francese (Albert Pierre Solleville) e madre italiana (Lina Campolonghi), nel cinema italiano debuttò nel 1952 come assistente regista di Renato Castellani nel film Due soldi di speranza. Lavorò come sceneggiatrice negli anni '60 e '70 in alcuni film diretti da Umberto Lenzi, E.B. Clucher (Enzo Barboni) e Mauro Bolognini, e apparve come attrice in un film diretto da Ettore Scola, La terrazza (1980).
Sposata in prime nozze con l'attore Fausto Tozzi, si unì una seconda volta in matrimonio con Louis Armand Sinko, dal quale ebbe la figlia Marianne. Morì nell'aprile del 1991 per un cancro al colon all'età di 63 anni. Venne sepolta nel cimitero di Saint-Cézaire-sur-Siagne.

## Filmografia

### Sceneggiature
- Orgasmo, regia di Umberto Lenzi (1969)
- Paranoia, regia di Umberto Lenzi (1970)
- Anche gli angeli mangiano fagioli, regia di E.B. Clucher (1973)
- Per le antiche scale, regia di Mauro Bolognini (1975) – con il nome Sinko Solleville Marie
- Roma, l'altra faccia della violenza, regia di Marino Girolami (1976) – con il nome Claire Sinko Solleville

### Altre collaborazioni
- Due soldi di speranza, regia di Renato Castellani (1952) – assistente regista
- Il maggiorato fisico (Vous pigez?), regia di Pierre Chevalier (1955) – assistente regista
- La terrazza, regia di Ettore Scola (1980) – attrice